# 338 Budrosa
338 Budrosa eller 1892 F är en asteroid i huvudbältet, som upptäcktes 25 september 1892 av den franske astronomen Auguste Charlois. Ursprunget till namnet är okänt.
Asteroiden har en diameter på ungefär 50 kilometer.